# Paratomicobia
Paratomicobia is een geslacht van vliesvleugeligen uit de familie Pteromalidae. De wetenschappelijke naam van dit geslacht is voor het eerst geldig gepubliceerd in 1915 door Girault.

## Soorten
Het geslacht Paratomicobia is monotypisch en omvat slechts de volgende soort:
- Paratomicobia flavios Girault, 1915